# Hoa tím tam sắc
Hoa tím tam sắc (danh pháp khoa học: Viola tricolor) là một loài thực vật có hoa trong họ Hoa tím. Loài này được L. miêu tả khoa học đầu tiên năm 1753.

## Hình ảnh

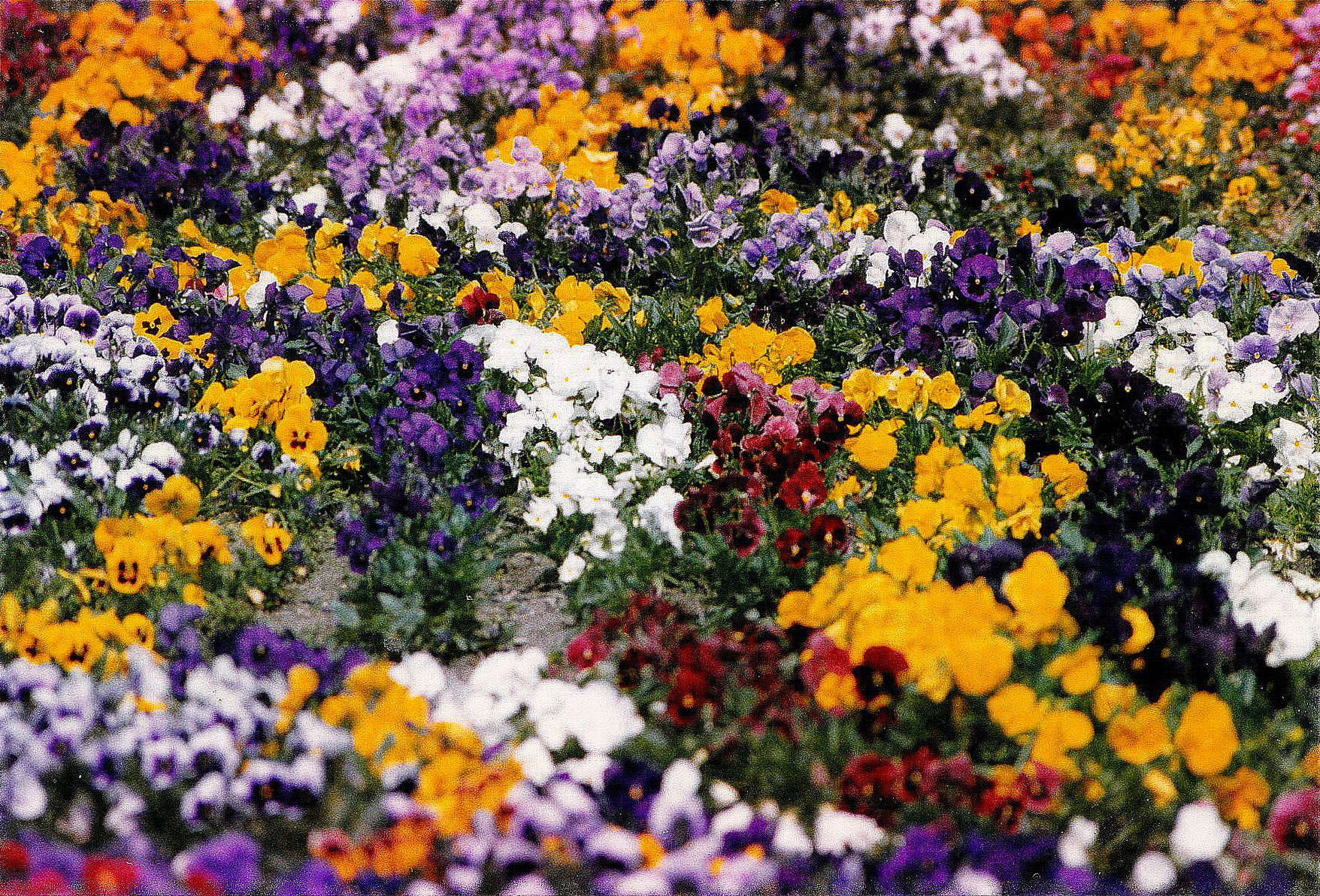
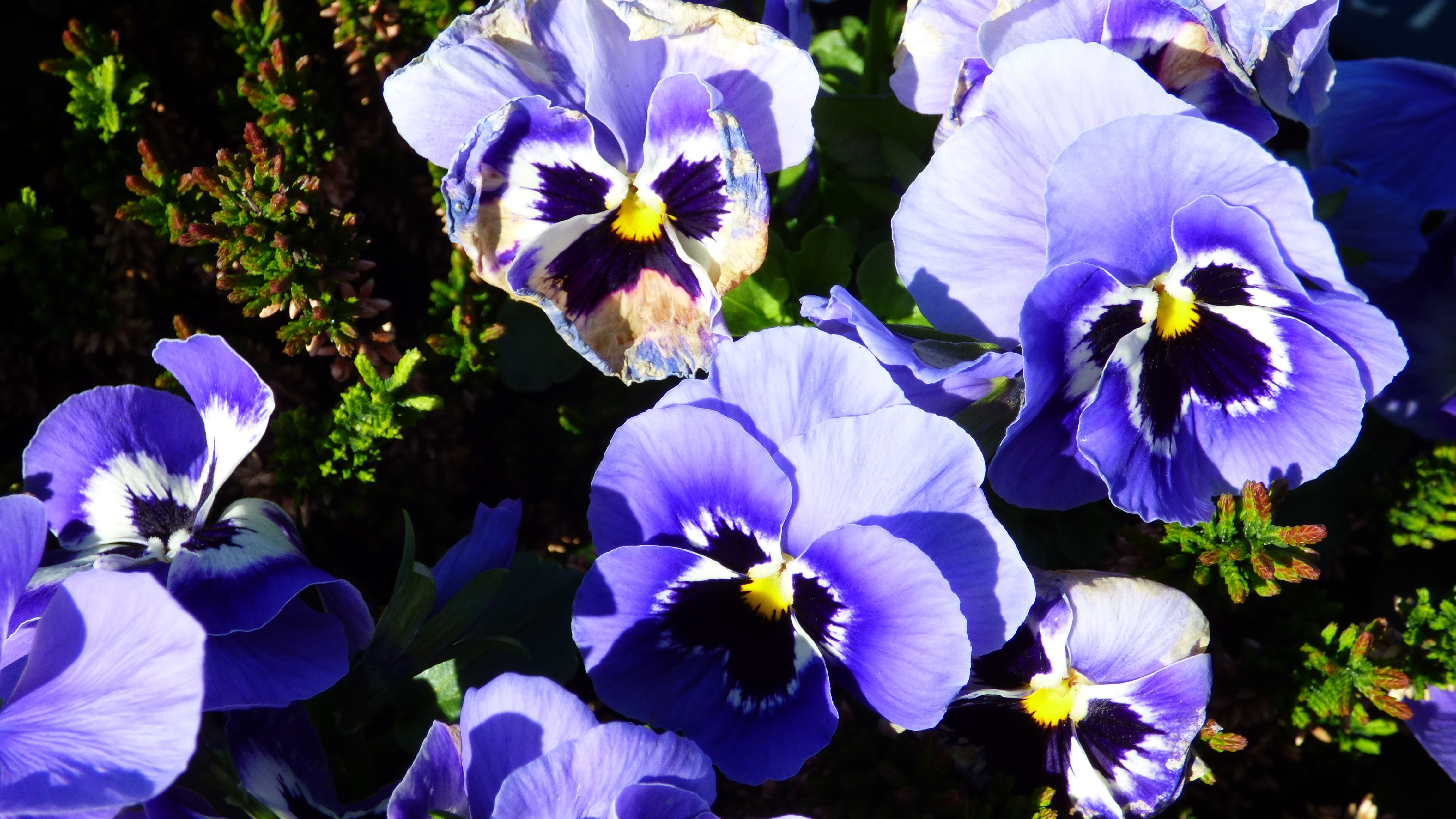
Hoa păng xê (Viola × wittrockiana)
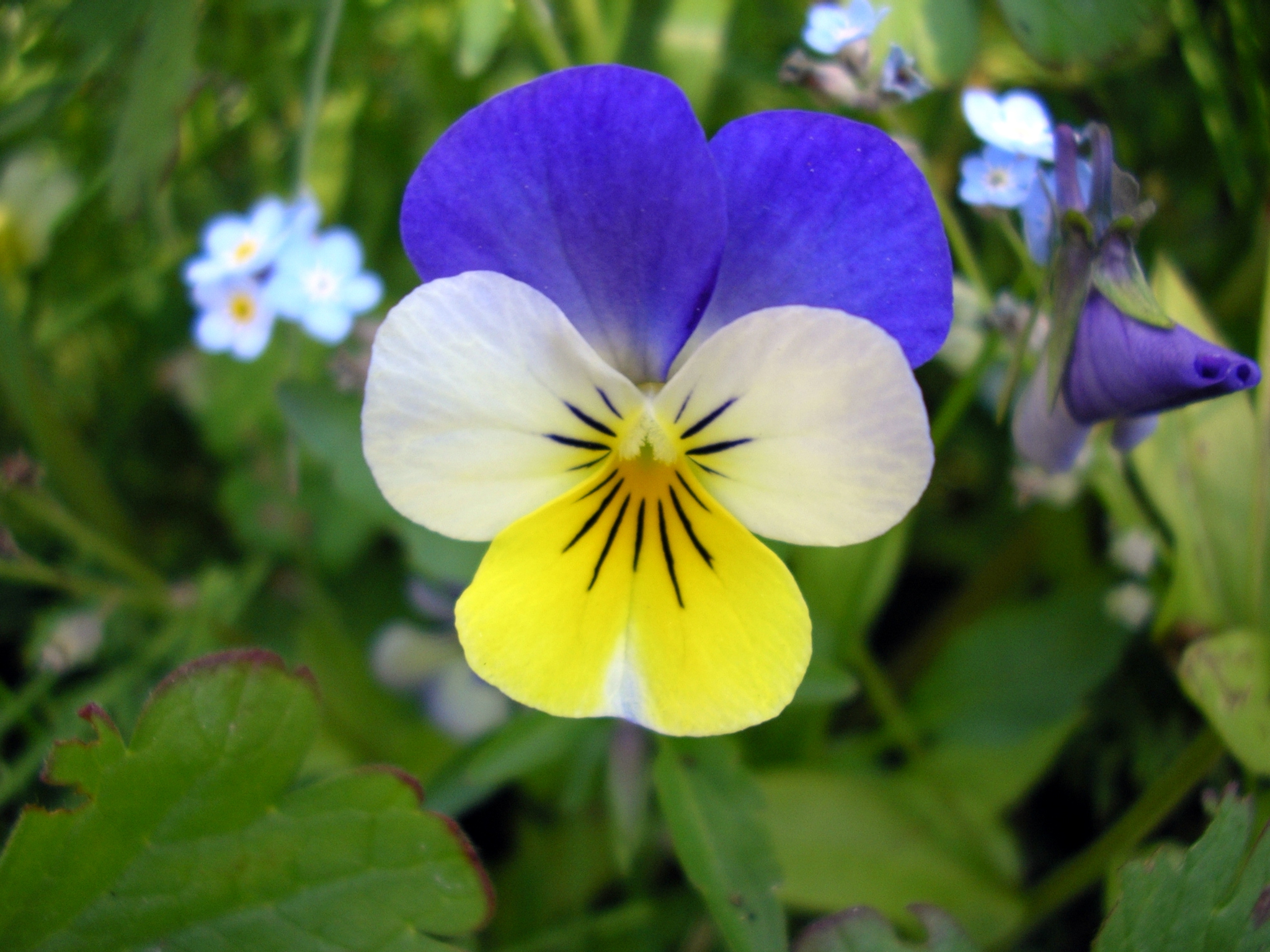
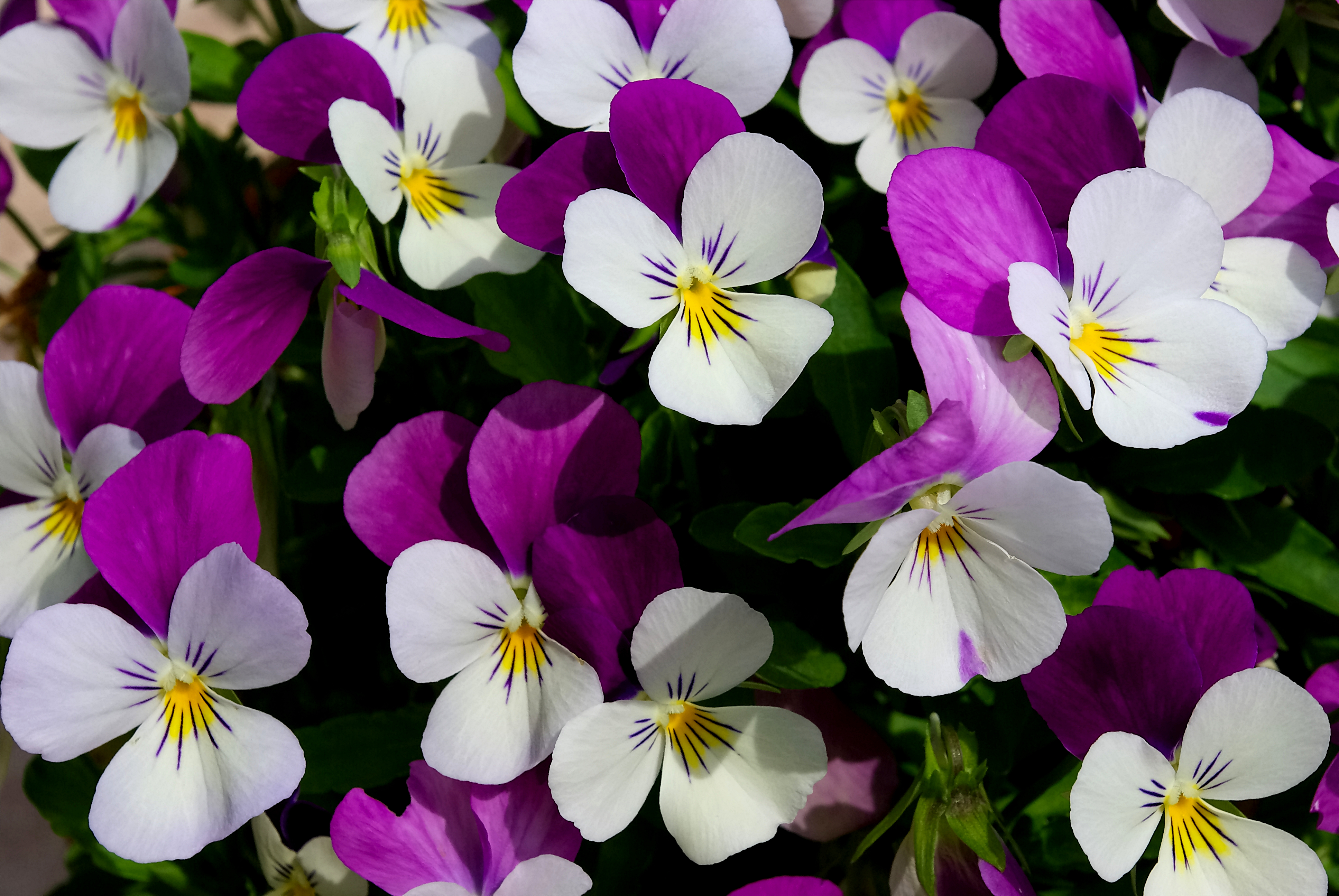
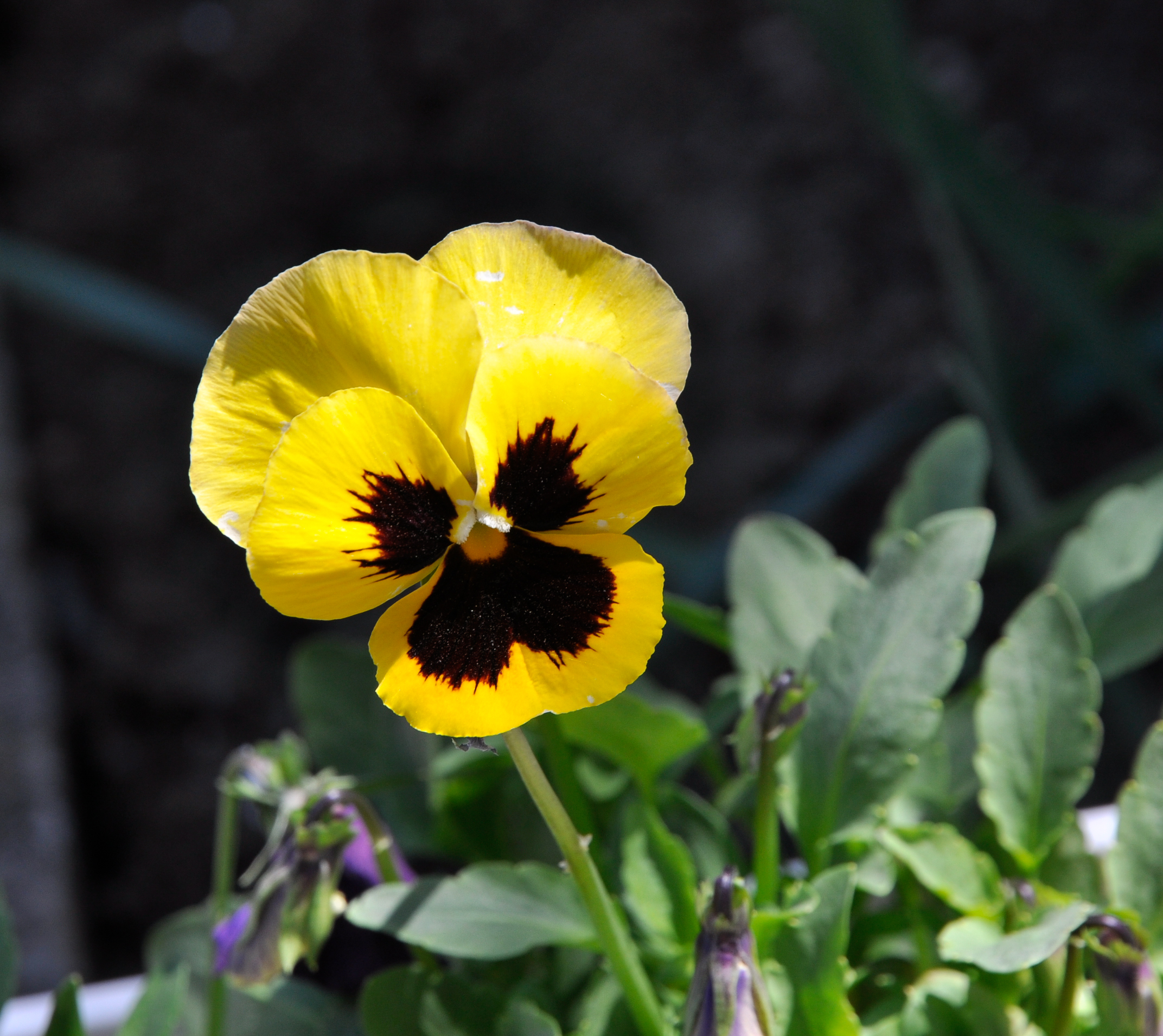
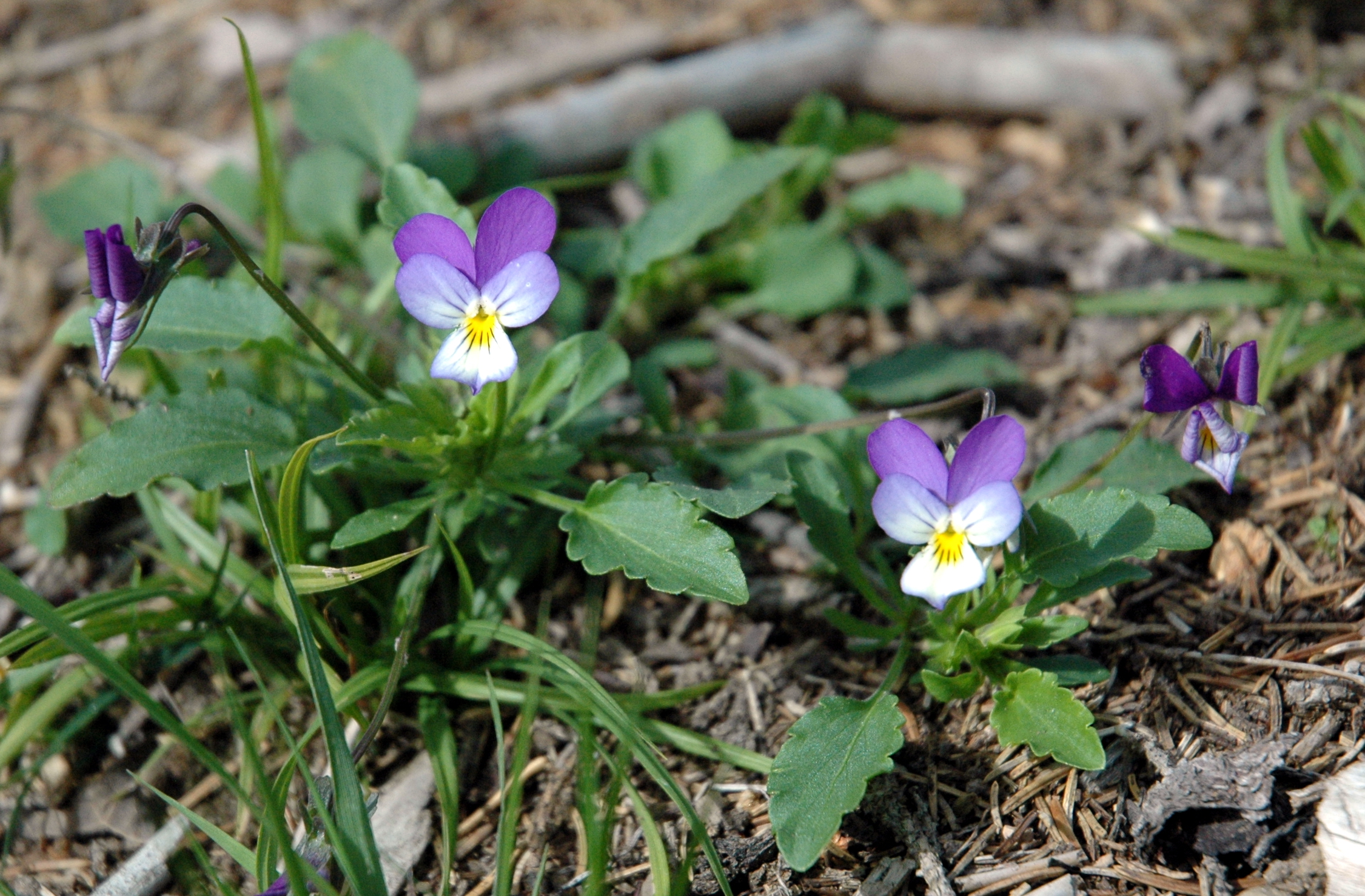
Hoa ở miền nam Oslo, Na Uy
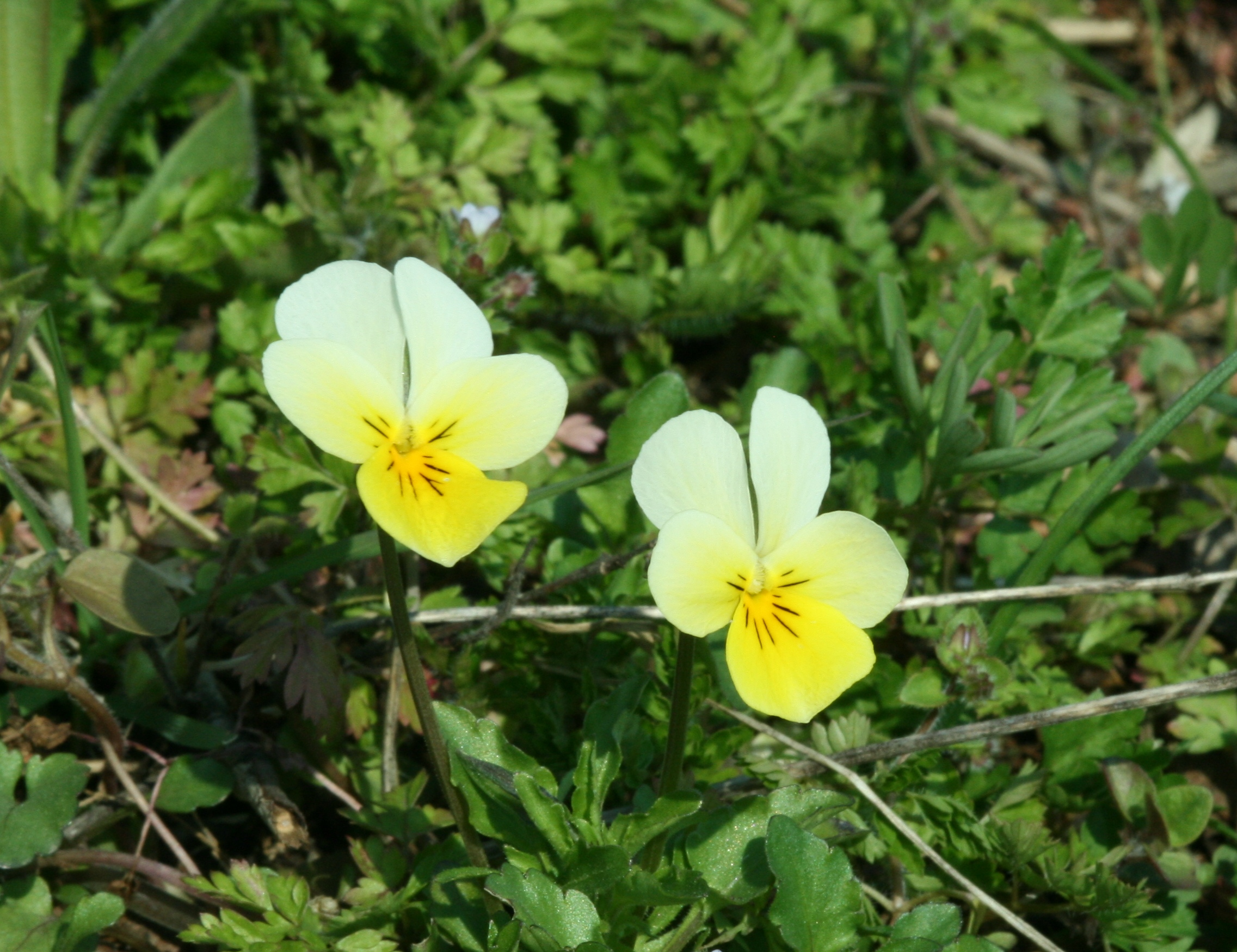
Hoa tím ở Cộng hòa Séc
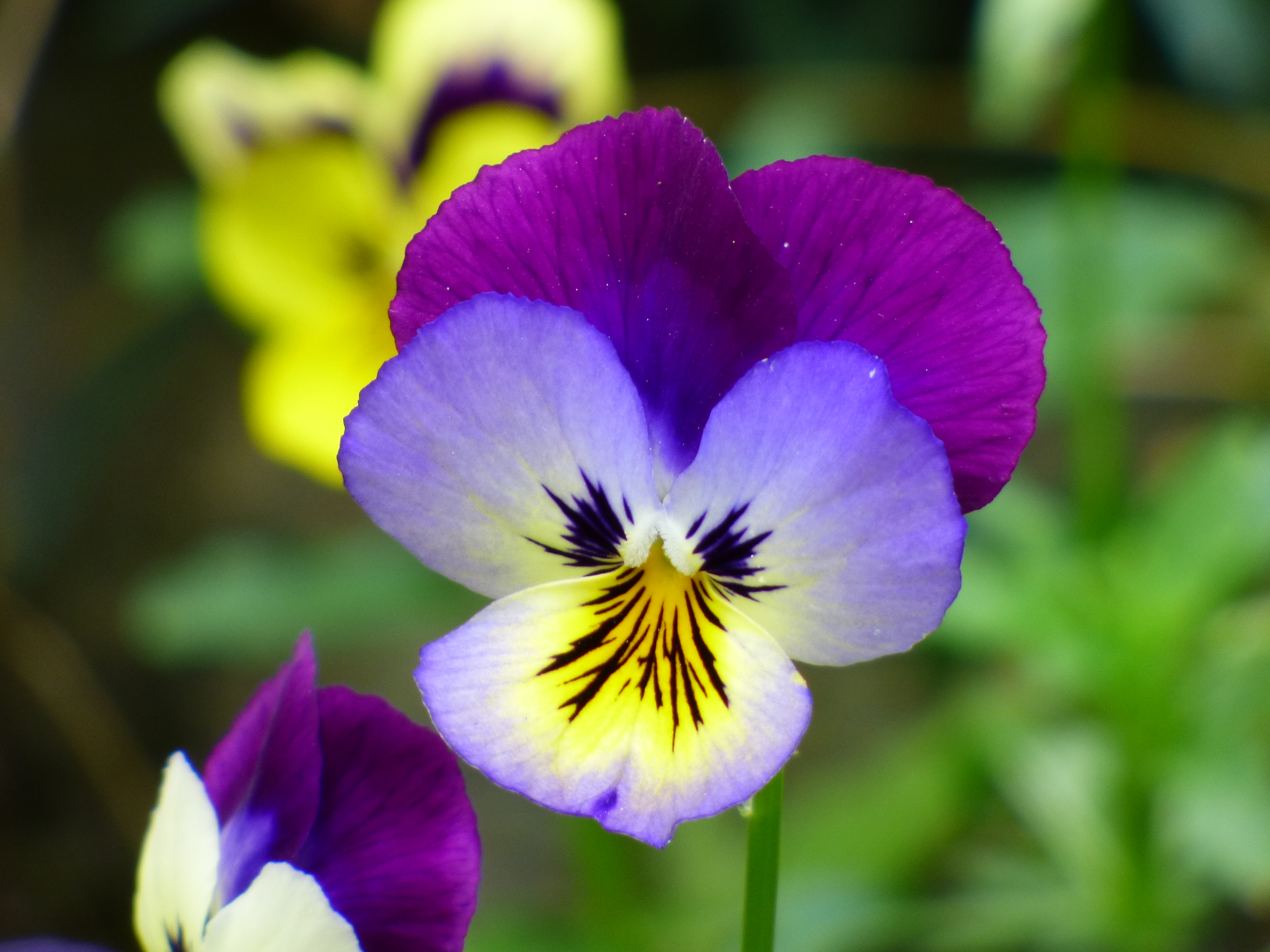